# SI☆NA
SI☆NA는 헬로! 프로젝트에 소속된 일본의 여성 아이돌 그룹이다.

## 개요
2008년 4월 12일에 1년 7개월에 걸치는 하로프로칸사이로서의 연수를 끝내 결성된 것이다. 유닛명은 멤버의 이니셜로부터.
하로프로칸사이로부터 계속해, 칸사이 지구의 쇼핑센터나 라이브 하우스 등을 중심으로 이벤트나 라이브를 전개해, 헬로! 프로젝트를 포함한 여러 가지 아이돌송이나 애니메이션송 등을 가창하고 있었다. 동년 5월부터 도쿄에서 개최되는 프로젝트「HAPPY! STYLE」에도 참가하고 있었다.
2010년 7월에 오리지널 곡「フランキンセンスΨ」를 발표했지만, CD화에는 이르지 않았다.

## 헬로! 프로젝트와의 관계
시☆나는 하로프로칸사이 오디션 2005의 합격자인 하로프로칸사이의 멤버에 의해서 결성되었지만, 당초 헬로! 프로젝트의 공식 사이트의 아티스트 리스트에 포함되지 않았기 때문에, 헬로! 프로젝트의 멤버일지 어떨지는 불명했지만, 이 시기에도 이하와 같이 헬로! 프로젝트와 관계를 가지면서 활동을 실시하고 있었다.
- 헬로! 프로젝트의 팬클럽의 회보에 활동이 개재되고 있었다.
- 헬로! 프로젝트의 공식 사이트의 토픽에 대해 이벤트나 라이브의 고지를 하는 것이 있었다.
- 헬로! 프로젝트 오피셜 숍에 있고, 공식생 사진(주로 HAPPY! STYLE의 것)이 판매되거나 악수회등의 이벤트를 실시하거나 하는 것이 있었다(주로 오사카 신사이바시점).
- 주된 활동의 장소였던 HAPPY! STYLE에는 전 하로프로에그의 노토 아리사도 참가하고 있다.
- 이벤트나 라이브로 헬로! 프로젝트의 곡을 가창 하는 일도 있었다.

2009년 4월에 헬로! 프로젝트의 공식 사이트가 리뉴얼되었는데 따라, 공식 사이트의 아티스트 리스트에 포함되게 되어 멤버인 것이 밝혀졌다.

## 멤버

### 해산까지의 멤버
- S : 스마 아이 (須磨愛, 1992년 4월 15일(33세), 오사카부 출신)
- I : 이와나마 마나미 (岩嶋雅奈未, 1989년 12월 17일(35세), 오사카 부 출신)
- A : 아베 아사미 (阿部麻美, 1990년 9월 5일(34세), 교토부 출신)

### 전 멤버
- N : 나카야마 나나 (中山菜々, 1992년 4월 3일(33세), 오사카 부 출신) - 2009년 7월 28일 졸업(현 NMB48 팀M 캡틴, 야마다 나나(山田菜々)란 예명으로 활동).

## 약력
2008년
- 4월 12일, 하로프로칸사이로서 활동하고 있던 4명에 의해 결성.
- 5월 6일, 이 날 오모테산도 FAB로 개최된「HAPPY! STYLE 1st Communication Circuit 001」으로 HAPPY! STYLE에 첫 참가.
- 9월,「제87회 전국 고등학교 축구 선수권 대회」오사카 대학교회의 고교생 리포터「NANIWA 스파이크 걸즈」에 아베, 스마, 나카야마가 참가.
- 12월 13일, 첫 라이브 공연「TANOSINA STAGE 2008 Vol.1」을 오사카시내에서 개최. 이후, 2010년까지 7회 개최된다.

2009년
- 7월 3일, 나카야마 나나가 같은 달 25일 개최의 라이브 이벤트「오카다 유이 & SI☆NA LUNCH TIME PARTY「n.」」을 가지고 시☆나 및 업프런트 칸사이를 졸업 · 이탈해, 학업에 전념하는 일을 발표했다.

2010년
- 3월 31일, Ameblo 블로그에서 공식 블로그를 개시.
- 7월 21일, Ustream에서「SI☆NA의 하지 않는 것 같아서 하고 있는 프로그램」이 방송 개시.
- 7월 24일 · 25일, 헬로! 프로젝트의 콘서트의 코베 공연에서 오프닝 액트로서 출연.

2011년
- 3월 1일, 4월 17일 개최의 「TANOSINA STAGE FINAL」를 마지막으로 해산하는 일을 발표[2].
- 4월 17일, 이 날을 가지고 해산. 해산 후, manami는 가수를 목표로 해, ai와 asami는 2명으로의 새로운 스타일로 각각 활동을 계속하게 된다.

## 음악

### 미CD화
- フランキンセンスΨ

2011년 8월 10일 발매의 Buono!의 미니 앨범「partenza」에서 커버가 수록.

## 출연

### 텔레비전
- 아이돌스나이퍼 -헤세이 아이돌 도감- (2009년 4월 5일, 테레비오사카)

### 라디오
- Girls Kiss (2008년 2월 16일 ~ 2009년 6월 27일, Kiss-FM 코베）

### 라이브 · 이벤트
- [Redemption] -9th short cake bomb- (2008년 4월 26일, club vijon〈오사카〉)
- Millefeuille Bomb (2008년 4월 27일, 니혼바시 Platz)
- SI☆NA 후레쉬 라이브 (2008년 5월 4일, ORC200 오크 광장)
- HAPPY!STYLE 1st Communication Circuit 001 (2008년 5월 6일, 오모테산도 FAB)
- HAPPY!STYLE 2nd Communication Circuit 002 (2008년 7월 6일, 오모테산도 FAB)
- Kissing The Beach 2008 from Suma (2008년 7월 21일, 하렐차야)
- HAPPY!STYLE Communication Circuit 003 (2008년 9월 7일, 오모테산도 FAB)
- HAPPY!STYLE Communication Circuit 004 (2008년 10월 13일, SHIBUYA O-West)
- HAPPY!STYLE Communication Circuit 005 (2009년 2월 15일, 오모테산도 FAB)
- HAPPY!STYLE Communication Circuit 006 (2009년 5월 6일, 오모테산도 FAB)
- TANOSINA STAGE 2008 Vol.1 ~제일 가까운 역은 포트 다리입니다~ (2008년 12월 13일, 오사카 스쿨 오브 뮤직 전문학교)
- 오카다 유이 & SI☆NA LUNCH TIME PARTY「n.」(2009년 7월 25일, 다이제스트〈넘 힙스〉)
- TANOSINA STAGE Vol.2 ~나라고!?우메다로 라이브나라고!~ (2009년 9월 19일, 우메다 AKASO)
- 오카다 유이 & SI☆NA LUNCH TIME PARTY 「성, 소스。」(2009년 11월 21일, 다이제스트〈넘 힙스〉)
- TANOSINA STAGE Vol.3 ~2009년 노래해 마지막。우메다 270⇒~ (2009년 12월 27일, 우메다 AKASO)
- TANOSINA STAGE Vol.4 ~금년도 우메다나와 인으로―!~ (2010년 1월 24일, 우메다 AKASO)
- TANOSINA STAGE Vol.5 ~꽃놀이는 우메다로 완성되자!~ (2010년 3월 22일, 우메다 AKASO)
- HAPPY!STYLE Communication Circuit 007 (2010년 5월 2일·3일, 오모테산도 FAB)
- TANOSINA STAGE Vol.6 ~다만, 우메다로。~ (2010년 5월 22일, 우메다 AKASO)
- TANOSINA STAGE Vol.7 ~예야!! 우메다!~ (2010년 10월 2일, 우메다 AKASO)
- TANOSINA STAGE Vol.8 ~SAY YAH! 성탄 전야! 우메다~ (2010년 12월 23일, 우메다 AKASO)
- 신춘 아이돌 축제 Hello! Girls (2011년 1월 5일, OSAKA MUSE)
- TANOSINA STAGE FINAL ~마지막의 시작이다!~ (2011년 4월 17일, OSAKA RUIDO)

그 밖에도 칸사이 지구의 헬로! 프로젝트 오피셜 숍에서 이벤트나 악수회에 참가하고 있었다.

### Web
- SI☆NA의 하지 않는 것 같아서 하고 있는 프로그램 (2010년 7월 21일 ~ 2011년 4월 16일, Ustream)